# 瓦爾瑟哈默峰

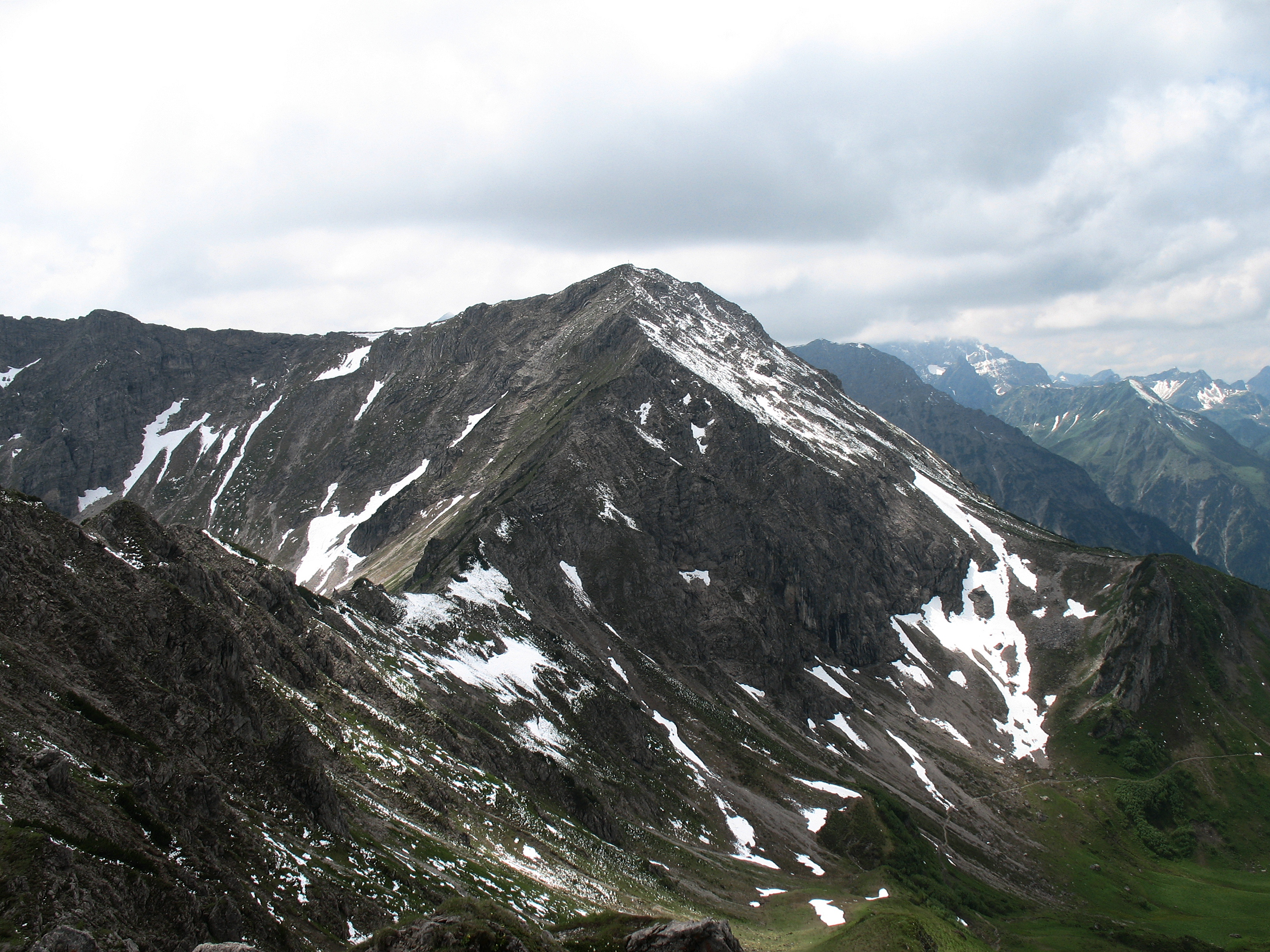

47°19′34″N 10°11′58″E / 47.32611°N 10.19944°E
瓦爾瑟哈默峰（德語：Walser Hammerspitze），是中歐的山峰，位於德國和奧地利接壤的邊境，屬於阿爾高阿爾卑斯山脈的一部分，海拔高度2,170米，每年平均降雨量1,730毫米。